# Gergely Horváth
Gergely Horváth (ur. 5 czerwca 1975) – węgierski lekkoatleta, który specjalizował się w rzucie oszczepem
Uczestnik igrzysk olimpijskich w Atenach (2004) - z wynikiem 73,95 nie awansował do finału. Dwukrotnie (Paryż 2003 i Helsinki 2005) - bez sukcesów - brał udział w mistrzostwach świata. W 2002 roku odpadł w eliminacjach konkursu podczas mistrzostw Europy w Monachium. Brązowy medalista uniwersjady, która w 2001 roku odbyła się w Pekinie. W 2006 roku zajął drugą pozycję w zawodach pierwszej ligi pucharu Europy. Wielokrotny reprezentant Węgier, mistrz kraju w 2002 roku. Od 18 września 2006 do 17 września 2008 był zdyskwalifikowany - wszystkie jego wyniki osiągnięte po 22 lipca 2006 roku zostały anulowane. Rekord życiowy: 81,55 (2 sierpnia 2003, Nyíregyháza) – jest to były rekord Węgier.

## Progresja wyników
| Rok  | Wynik | Data       | Miejsce             |
| ---- | ----- | ---------- | ------------------- |
| 1998 | 80,53 | 18 lipca   | Budapeszt           |
| 1999 | 78,36 | 20 maja    | Rio Maior           |
| 2000 | 79,57 | 18 czerwca | Lizbona             |
| 2001 | 80,80 | 25 lipca   | Nyíregyháza         |
| 2002 | 81,14 | 1 września | Königs Wusterhausen |
| 2003 | 81,55 | 2 sierpnia | Nyíregyháza         |
| 2004 | 80,08 | 5 czerwca  | Budapeszt           |
| 2005 | 80,91 | 23 lipca   | Veszprém            |
| 2006 | 77,23 | 10 czerwca | Budapeszt           |
| 2009 | 68,85 | 2 sierpnia | Budapeszt           |